# Vitória Pinheiro
Vitória Pinheiro (Manaus, 1996 ou 1997) é uma ativista brasileira. Foi a única brasileira nomeada como Ponto Focal da Organização das Nações Unidas (ONU) em 2022.
Vitória cresceu no bairro Zumbi dos Palmares, na periferia de Manaus. Tornou-se ativista ainda jovem, sendo contra a pobreza e a violência no local onde morava. Fundou a Palmares, uma organização que busca avançar na luta por justiça social e políticas públicas para áreas periféricas brasileiras. Em 2017, foi selecionada pela TODXS como uma das 26 lideranças LGBT no Brasil. Posteriormente, conquistou o título de Jovem Defensora dos Rios e Oceanos da Embaixada da França em Brasília e foi uma das representantes brasileiras na Conferência das Nações Unidas sobre as Mudanças Climáticas de 2021 (COP-26) realizada em Glasgow, Escócia em 2021, com Amanda Costa, Ellen Monielle e Mahryan. Em 2022, estava estudando Políticas Públicas e Desenvolvimento Rural na Universidade Federal do Rio Grande do Sul. Com sua nomeação como Ponto Focal da ONU, obteve a missão de representar internacionalmente crianças e jovens, participando da Constituinte de Crianças e Juventudes em Comunidades Sustentáveis.